# Touvérac
Touvérac est une commune du Sud-Ouest de la France située dans le département de la Charente, en région Nouvelle-Aquitaine.
Ses habitants sont appelés les Touvéracois et les Touvéracoises.

## Géographie

### Localisation
Touvérac est une commune du Sud Charente, située juste à côté de Baignes-Sainte-Radegonde, dont elle occupe même une petite partie orientale du bourg, et dont elle fait partie du canton.

### Communes limitrophes
|         | Montmérac | Le Tâtre              |
| Baignes | Touvérac  | Condéon               |
|         | Bors      | Oriolles, Boisbreteau |

### Hameaux et lieux-dits
La commune n'a pas de véritable bourg, et le lieu-dit le Bourg ne comporte que l'église. L'habitat est très dispersé, et les hameaux sont nombreux : la Lande, le Pruneau, le Château, Chez Brilhouet où est située la mairie, Chez Auban, la Grolle et Bois Vert sur la route nationale 10, le château-hôpital de Saint-Bernard de l'autre côté, etc.
De plus, Touvérac a la particularité de posséder la partie orientale du bourg de Baignes : la Pre Féteau, Montplaisir, la Bourbonnerie en sont les lieux-dits.

### Géologie et relief

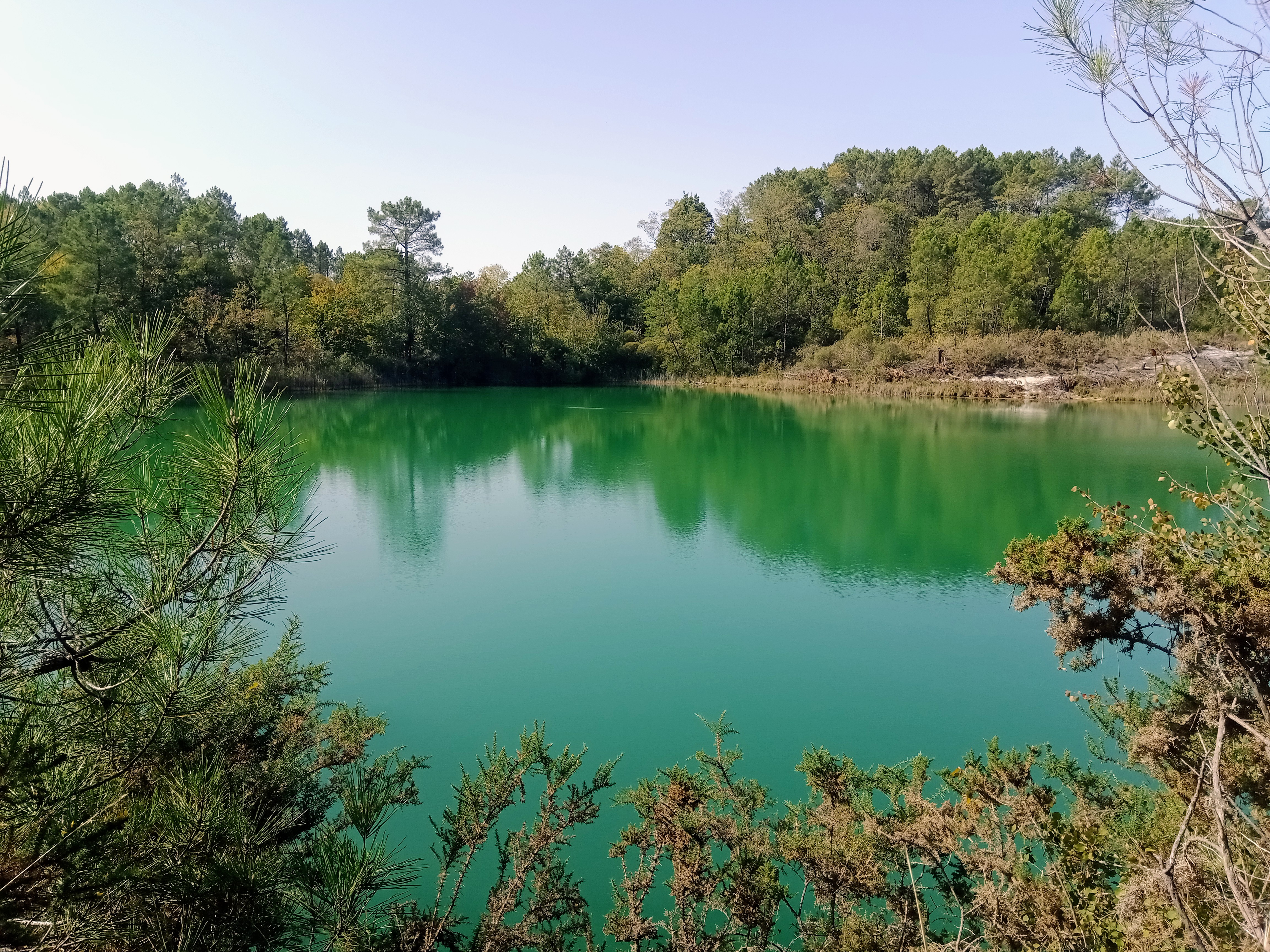
Les anciennes carrières.

Une grande partie de la commune est occupée par un terrain issu d'une zone importante de dépôts du Tertiaire, composé d'argile blanche ou brune, de sable et galets. Ce sont les terres pauvres (sol et eaux oligotrophes) et localement acides, souvent boisées ou très ravinées sur les pentes en bordure de plan d'eau.
Ces landes ont été exploitées par des carrières d'argile blanche (kaolin), aujourd'hui abandonnées et remplies d'une eau turquoise qui fait la joie des randonneurs (pour un certain temps, car avec le temps et l'eutrophisation des plans d'eau, cette couleur disparaîtra peu à peu ; un seul des quatre plans d'eau est encore en 2015 vraiment bleu).
Une petite partie occidentale de la commune, près du bourg de Baignes, est composée de calcaire du Campanien (Crétacé supérieur),,,.
Le relief de la commune est celui de bas plateaux faiblement ondulés, et le relief est plus prononcé et plus élevé dans la partie sud. Le point culminant est à une altitude de 152 m, situé sur la route de Brossac, à Baguilan. Le point le plus bas est à 68 m, situé le long du Pharaon près du bourg de Baignes. Le bourg de Touvérac, niché dans une vallée, est à 90 m d'altitude.

### Voies de communication et transports
Sur son territoire passe la N 10 d'Angoulême à Bordeaux, et elle est à 41 km au sud-ouest d'Angoulême et 67 km au nord de Bordeaux. Elle est aussi à 9 km au nord de Chevanceaux, 11 km au sud de Barbezieux, 14 km au nord-ouest de Brossac.
La D 14 de Baignes à Barbezieux traverse aussi le nord-ouest de la commune, ainsi que la D 2 de Baignes à Brossac, qui passe à 1 km au sud du bourg et coupe la N 10. Entre ces deux routes, la D 131 dessert le bourg et traverse aussi la N 10 en direction d'Oriolles.
Il faut noter aussi l'ancienne voie ferrée de Châteauneuf à Clérac aménagée en piste cyclable. Elle passe par Barbezieux, Baignes, Chevanceaux et dans la forêt de la Double.

### Hydrographie

#### Réseau hydrographique

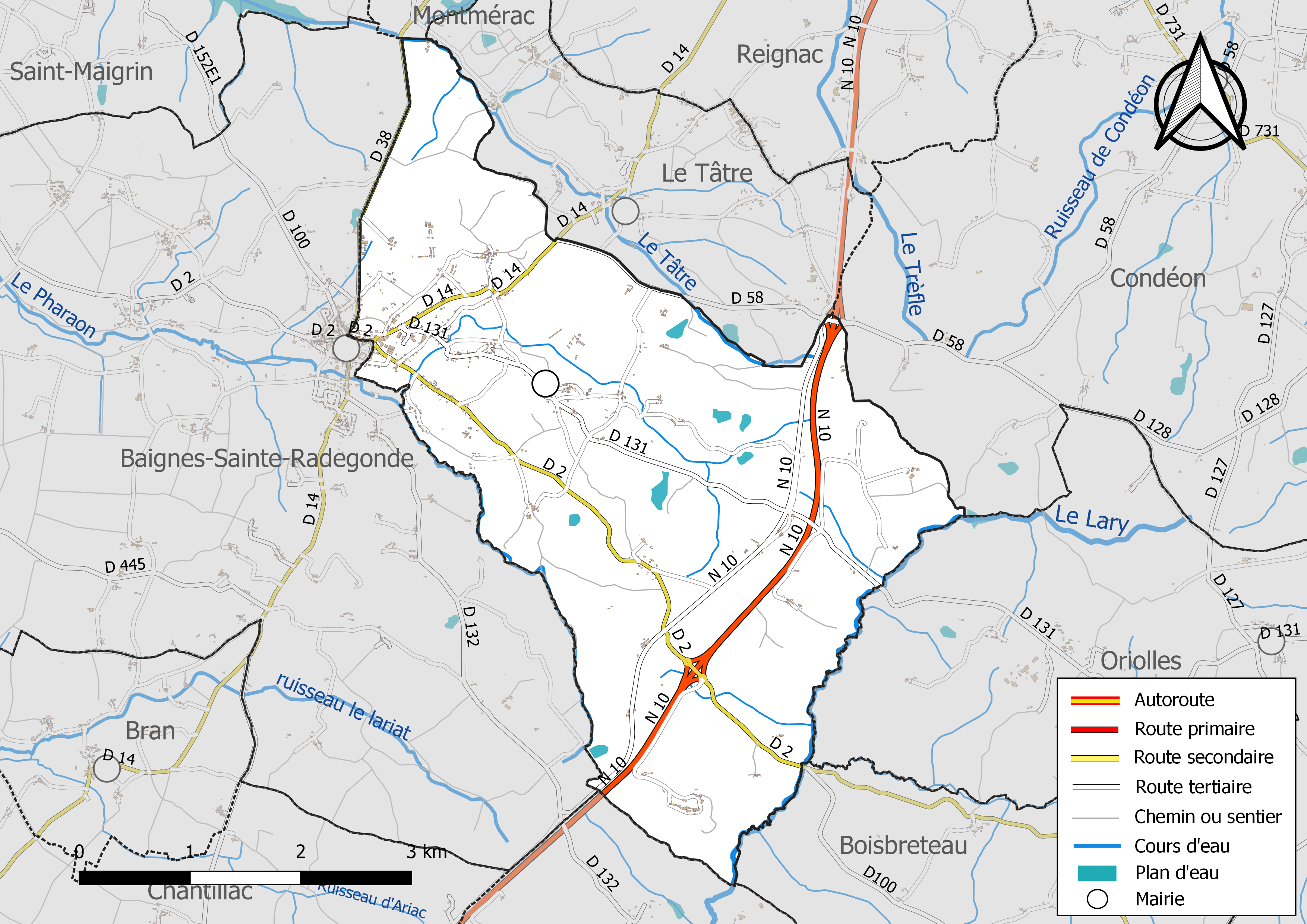
Réseaux hydrographique et routier de Touvérac.

La commune est située dans le bassin versant de la Charente et  le bassin de la Dordogne au sein du Bassin Adour-Garonne. Elle est drainée par le Lary, le Pharaon, le Tâtre et par divers petits cours d'eau, qui constituent un réseau hydrographique de 16 km de longueur totale,.
La commune est sur la ligne de partage des eaux entre la Charente au nord-ouest avec le bassin da la Seugne et celui de la Gironde au sud-est. En effet, c'est le Lary qui fait la limite orientale de la commune, tout près de sa source, et qui se jette dans l'Isle. Le Lary s'appelle Larit près de sa source.
Le Pharaon, affluent de la Seugne qui passe à Jonzac et sous-affluent de la Charente sert de limite occidentale à la commune avant de traverser Baignes. Il s'appelle ruisseau de la Grolle en amont et prend sa source dans un petit étang. Un petit affluent du Pharaon passe au bourg.
Le Tâtre, affluent du Trèfle qui se jette dans la Seugne et coule vers l'ouest, prend sa source sur la limite communale avec Le Tâtre et longe cette limite au nord-est.
La commune comporte aussi de nombreux étangs, artificiels ou naturels. La plupart, situés au sud-est du bourg, sont d'anciennes carrières.

#### Gestion des eaux
Le territoire communal est couvert par les schémas d'aménagement et de gestion des eaux (SAGE) « Charente » et « Isle - Dronne ». Le SAGE « Charente», dont le territoire correspond au bassin de la Charente, d'une superficie de 9 300 km2, a été approuvé le 19 novembre 2019. La structure porteuse de l'élaboration et de la mise en œuvre est l'établissement public territorial de bassin Charente. Le SAGE « Isle - Dronne», dont le territoire regroupe les bassins versants de l'Isle et de la Dronne, d'une superficie de 7 500 km2, a été approuvé le 2 août 2021. La structure porteuse de l'élaboration et de la mise en œuvre est l'établissement public territorial de bassin de la Dordogne (EPIDOR). Ils définissent chacun sur leur territoire les objectifs généraux d’utilisation, de mise en valeur et de protection quantitative et qualitative des ressources en eau superficielle et souterraine, en respect des objectifs de qualité définis dans le troisième SDAGE  du Bassin Adour-Garonne qui couvre la période 2022-2027, approuvé le 10 mars 2022.

### Climat
Comme dans les trois quarts sud et ouest du département, le climat est océanique aquitain.

### Végétation
Une grande partie de la commune est occupée par la Double, appelée forêt de Chaux ou Petit Angoumois dans la partie charentaise, qui couvre une grande partie des cantons de Brossac et Baignes. Elle correspond au sol siliceux et acide (voir Géologie), et elle est boisée en pins maritimes, châtaigniers, chênes (rouvres, pédonculés, tauzins), et bruyère.
Une petite partie nord-ouest de la commune est la plus peuplée. Il y a le bourg de Touvérac, mais aussi la partie orientale de l'agglomération de Baignes. Dans cette partie il y a aussi quelques cultures, principalement de la polyculture : céréales et vignes, car nous sommes au sud de la Petite Champagne, zone de production du Cognac.

## Urbanisme

### Typologie
Au 1er janvier 2024, Touvérac est catégorisée commune rurale à habitat dispersé, selon la nouvelle grille communale de densité à 7 niveaux définie par l'Insee en 2022.
Elle est située hors unité urbaine. Par ailleurs la commune fait partie de l'aire d'attraction de Barbezieux-Saint-Hilaire, dont elle est une commune de la couronne,. Cette aire, qui regroupe 25 communes, est catégorisée dans les aires de moins de 50 000 habitants,.

### Occupation des sols
L'occupation des sols de la commune, telle qu'elle ressort de la base de données européenne d’occupation biophysique des sols Corine Land Cover (CLC), est marquée par l'importance des territoires agricoles (59,3 % en 2018), une proportion sensiblement équivalente à celle de 1990 (59,4 %). La répartition détaillée en 2018 est la suivante : 
zones agricoles hétérogènes (45,7 %), forêts (30,2 %), prairies (9,9 %), milieux à végétation arbustive et/ou herbacée (8,6 %), cultures permanentes (3,6 %), zones urbanisées (1,9 %). L'évolution de l’occupation des sols de la commune et de ses infrastructures peut être observée sur les différentes représentations cartographiques du territoire : la carte de Cassini (XVIIIe siècle), la carte d'état-major (1820-1866) et les cartes ou photos aériennes de l'IGN pour la période actuelle (1950 à aujourd'hui).

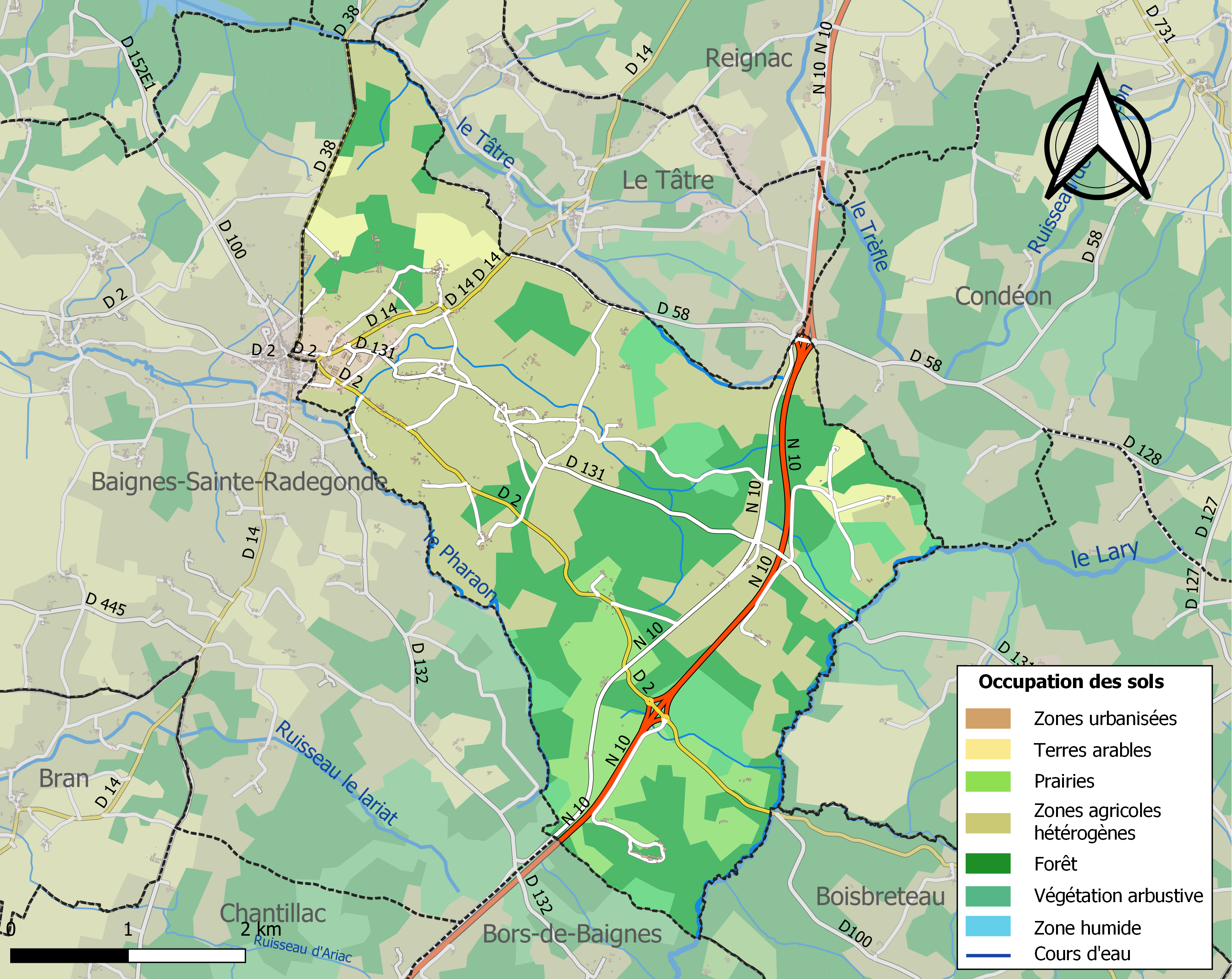
Carte des infrastructures et de l'occupation des sols de la commune en 2018 (CLC).

### Risques majeurs
Le territoire de la commune de Touvérac est vulnérable à différents aléas naturels : météorologiques (tempête, orage, neige, grand froid, canicule ou sécheresse), feux de forêts et séisme (sismicité faible). Il est également exposé à un risque technologique, le transport de matières dangereuses. Un site publié par le BRGM permet d'évaluer simplement et rapidement les risques d'un bien localisé soit par son adresse soit par le numéro de sa parcelle.

#### Risques naturels
Touvérac est exposée au risque de feu de forêt. Un plan départemental de protection des forêts contre les incendies (PDPFCI) a été élaboré pour la période 2017-2026, faisant suite à un plan 2007-2016. Les mesures individuelles de prévention contre les incendies sont précisées par divers arrêtés préfectoraux et s’appliquent dans les zones exposées aux incendies de forêt et à moins de 200 mètres de celles-ci. L’arrêté du 3 mai 2016 règlemente l'emploi du feu en interdisant notamment d’apporter du feu, de fumer et de jeter des mégots de cigarette dans les espaces sensibles et sur les voies qui les traversent sous peine de sanctions. L'arrêté du 27 décembre 2019 rend le débroussaillement obligatoire, incombant au propriétaire ou ayant droit,,,.

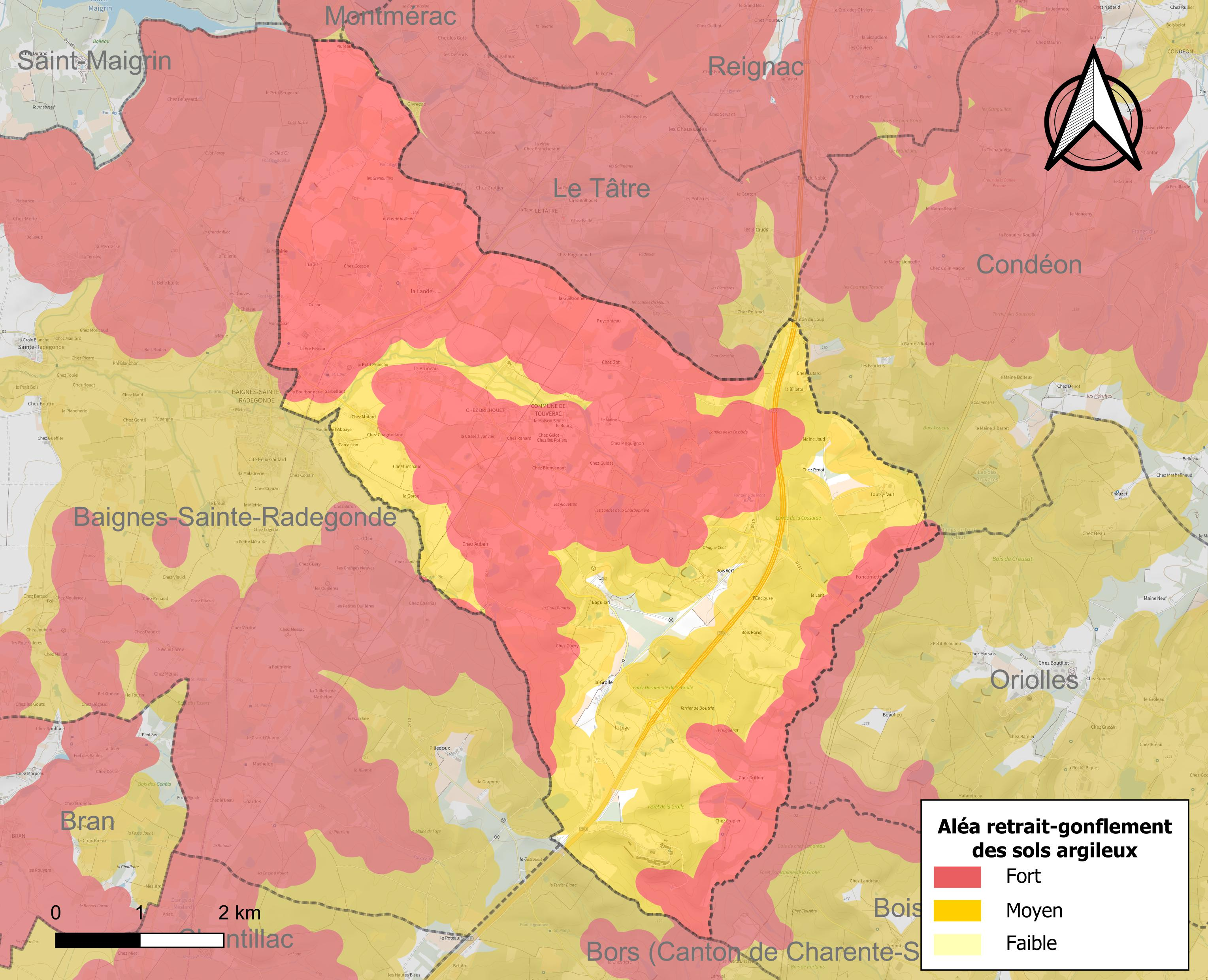
Carte des zones d'aléa retrait-gonflement des sols argileux de Touvérac.

Le retrait-gonflement des sols argileux est susceptible d'engendrer des dommages importants aux bâtiments en cas d’alternance de périodes de sécheresse et de pluie. 97,2 % de la superficie communale est en aléa moyen ou fort (67,4 % au niveau départemental et 48,5 % au niveau national). Sur les 316 bâtiments dénombrés sur la commune en 2019, 306 sont en aléa moyen ou fort, soit 97 %, à comparer aux 81 % au niveau départemental et 54 % au niveau national. Une cartographie de l'exposition du territoire national au retrait gonflement des sols argileux est disponible sur le site du BRGM,.
Par ailleurs, afin de mieux appréhender le risque d’affaissement de terrain, l'inventaire national des cavités souterraines permet de localiser celles situées sur la commune.
La commune a été reconnue en état de catastrophe naturelle au titre des dommages causés par les inondations et coulées de boue survenues en 1982, 1999 et 2009. Concernant les mouvements de terrains, la commune a été reconnue en état de catastrophe naturelle au titre des dommages causés par la sécheresse en 2005 et 2011 et par des mouvements de terrain en 1999.

#### Risques technologiques
Le risque de transport de matières dangereuses sur la commune est lié à sa traversée par une ou des infrastructures routières ou ferroviaires importantes ou la présence d'une canalisation de transport d'hydrocarbures. Un accident se produisant sur de telles infrastructures est susceptible d’avoir des effets graves sur les biens, les personnes ou l'environnement, selon la nature du matériau transporté. Des dispositions d’urbanisme peuvent être préconisées en conséquence.

## Toponymie
Les formes anciennes sont Tauveirac en 1121, Toveraco (non datée, Moyen Âge).
L'origine du nom de Touvérac remonterait à un nom de personne gallo-romain Tavarius, issu du gaulois tava signifiant « tranquille », auquel est apposé le suffixe -acum, ce qui correspondrait à Tavariacum, « domaine de Tavarius ».

## Histoire
L'époque romaine a laissé quelques traces dans la commune. Un ancien four à chaux a été dégagé à la Parge et Chez Got, avec de la céramique commune des Ier et IVe siècles. Un autre site à tegulae a été trouvé.
La paroisse de Touvérac fut unie à l'abbaye de Baignes au XIe siècle.
Les Hospitaliers de Saint-Jean de Jérusalem étaient présents car en 1373 il est mentionné qu'ils possèdent une maison à Touvérac.
Sous l'Ancien Régime, la seigneurie de Touvérac relevait des barons de Montausier, seigneurs de Baignes. Elle sera par la suite érigée en marquisat. Elle faisait partie du Petit Angoumois, enclave de l'Angoumois en Saintonge dont Baignes était le centre.
Le seigneur de Touvérac avait droit de haute, moyenne et basse justice sur sa juridiction, qui englobait les paroisses de Touvérac, Boisbreteau et une partie d'Oriolles. Il devait le droit de guet et l'hommage au baron de Montausier.
Le plus ancien seigneur connu de Touvérac est Jean Aisse qui vivait à la fin du XIVe siècle et début du XVe siècle. Il épousa Catherine de Sainte-Maure, de Montausier. La seigneurie passa par descendance à Artus Goulard, seigneur de Barge, et cette famille garda Touvérac pendant tout le XVIe siècle. Par mariage, Touvérac passa à Josias Bouchard d'Aubeterre, puis aux Jousserand, seigneurs de Génissac.
En 1744, Charles-Raphaël de Jousserand, marquis de Touvérac, mourut ruiné et sa veuve dut vendre Touvérac à Joseph de Grailly pour 69 000 livres. La famille de Grailly, originaire des bords du lac Léman, comptait parmi ses ancêtres Jean de Grailly, captal de Buch, qui soutint énergiquement les Anglais pendant la guerre de Cent Ans.
À la Révolution, la terre de Touvérac était possédée par le marquis Henry de Grailly qui émigra en 1793 et mourut en 1847.
À la fin du XIXe siècle, les restes du château de Touvérac, qui était une construction importante autour d'une vaste cour intérieure, furent aménagés par le docteur Meslier, ancien maire de Barbezieux, qui en fit sa demeure.
Pendant la première moitié du XXe siècle, la commune était desservie par la ligne de Châteauneuf à Saint-Mariens par Barbezieux, et la gare était commune avec Baignes.
Entre 1976 et 1996, l'argile blanche kaolinique a été exploitée par la société AGS, comme à Guizengeard, Condéon, Oriolles et Clérac. Ces anciennes carrières ont été aménagées en zones naturelles et ont donné lieu aux quatre étangs du Terrier des Renards et de la Charbonnière,,.

## Politique et administration

### Liste des maires
| Période                                  | Période  | Identité     | Étiquette          | Qualité                                                |
| ---------------------------------------- | -------- | ------------ | ------------------ | ------------------------------------------------------ |
| maire en 1945                            | ?        | Félix Baudet | Radical-socialiste | Conseiller général du canton de Baignes de 1945 à 1964 |
| Les données manquantes sont à compléter. |          |              |                    |                                                        |
| 2001                                     | 2008     | Alain David  |                    |                                                        |
| 2008                                     | En cours | Jacky Hugues | SE                 | Comptable                                              |

Nommée Touverac en 1793 et 1801 puis Touvérac, la commune appartient au canton de Baignes devenu Baignes-Sainte-Radegonde en 1854 et à l'arrondissement de Barbezieux puis de Cognac depuis 1926.

## Population et société

### Démographie
L'évolution du nombre d'habitants est connue à travers les recensements de la population effectués dans la commune depuis 1793. Pour les communes de moins de 10 000 habitants, une enquête de recensement portant sur toute la population est réalisée tous les cinq ans, les populations de référence des années intermédiaires étant quant à elles estimées par interpolation ou extrapolation. Pour la commune, le premier recensement exhaustif entrant dans le cadre du nouveau dispositif a été réalisé en 2008.

En 2022, la commune comptait 572 habitants, en évolution de −12,8 % par rapport à 2016 (Charente : −0,48 %, France hors Mayotte : +2,11 %).
| 1793 | 1800 | 1806 | 1821 | 1831 | 1841 | 1846 | 1851 | 1856 |
| ---- | ---- | ---- | ---- | ---- | ---- | ---- | ---- | ---- |
| 584  | 594  | 556  | 780  | 766  | 738  | 831  | 775  | 777  |

| 1861 | 1866 | 1872 | 1876 | 1881 | 1886 | 1891 | 1896 | 1901 |
| ---- | ---- | ---- | ---- | ---- | ---- | ---- | ---- | ---- |
| 776  | 755  | 722  | 679  | 677  | 665  | 666  | 607  | 582  |

| 1906 | 1911 | 1921 | 1926 | 1931 | 1936 | 1946 | 1954 | 1962 |
| ---- | ---- | ---- | ---- | ---- | ---- | ---- | ---- | ---- |
| 653  | 636  | 609  | 546  | 649  | 757  | 791  | 846  | 721  |

| 1968 | 1975 | 1982 | 1990 | 1999 | 2006 | 2008 | 2013 | 2018 |
| ---- | ---- | ---- | ---- | ---- | ---- | ---- | ---- | ---- |
| 722  | 668  | 765  | 643  | 577  | 709  | 744  | 688  | 597  |

| 2022 | - | - | - | - | - | - | - | - |
| ---- | - | - | - | - | - | - | - | - |
| 572  | - | - | - | - | - | - | - | - |

La commune de Touvérac présente une remarquable stabilité démographique.

### Pyramide des âges
La population de la commune est relativement âgée.
En 2018, le taux de personnes d'un âge inférieur à 30 ans s'élève à 24,4 %, soit en dessous de la moyenne départementale (30,2 %). À l'inverse, le taux de personnes d'âge supérieur à 60 ans est de 38,7 % la même année, alors qu'il est de 32,3 % au niveau départemental.
En 2018, la commune comptait 287 hommes pour 310 femmes, soit un taux de 51,93 % de femmes, légèrement supérieur au taux départemental (51,59 %).
Les pyramides des âges de la commune et du département s'établissent comme suit.
| Hommes | Classe d’âge | Femmes |
| ------ | ------------ | ------ |
| 1,4    | 90 ou +      | 4,2    |
| 13,6   | 75-89 ans    | 15,5   |
| 22,3   | 60-74 ans    | 20,3   |
| 23,7   | 45-59 ans    | 26,5   |
| 12,2   | 30-44 ans    | 11,3   |
| 10,8   | 15-29 ans    | 11,6   |
| 16,0   | 0-14 ans     | 10,6   |

| Hommes | Classe d’âge | Femmes |
| ------ | ------------ | ------ |
| 1      | 90 ou +      | 2,7    |
| 9,2    | 75-89 ans    | 12     |
| 20,6   | 60-74 ans    | 21,3   |
| 20,7   | 45-59 ans    | 20,3   |
| 16,8   | 30-44 ans    | 16     |
| 15,6   | 15-29 ans    | 13,4   |
| 16,1   | 0-14 ans     | 14,3   |

### Enseignement
L'école est un RPI entre Le Tâtre et Touvérac, qui accueillent chacune une école élémentaire. L'école communale est située à côté de la mairie, au lieu-dit Chez Brilhouet, et comprend deux classes. Le secteur du collège est Baignes.

## Économie

### Agriculture
La viticulture occupe une petite partie de l'activité agricole. La commune est située dans les Bons Bois, dans la zone d'appellation d'origine contrôlée du cognac.

### Industrie
La laiterie de Baignes, située près de Baignes, existe depuis 1893 et fabrique le célèbre « beurre de Baignes » au goût de noisette depuis 1954. Elle a été modernisée en 1970. Le service commercial est maintenant à Toulouse.

## Culture locale et patrimoine

### Lieux et monuments

#### Église Saint-Martin
L'église paroissiale Saint-Martin date du XIe siècle. Elle a été revoûtée au XVe siècle et restaurée au XIXe siècle. Le clocher actuel date de cette époque. Quelques travaux d'entretien ont eu lieu en 1969,.

#### Château de Saint-Bernard
Le château de Saint-Bernard, au sud de la commune. Ce château impressionnant date du XIXe siècle et a été un sanatorium puis centre médical entre 1928 et 2015,. Il y a aussi dans la forêt quelques parcelles éclatées d'une minuscule forêt domaniale, la forêt de la Grolle.

#### Château de Touvérac
Ce château est situé au nord du bourg, au lieu-dit le Château. Il est du style de Château-Chesnel, avec créneaux. Il date du XVIIe siècle, et a été remanié à la fin du XIXe siècle.

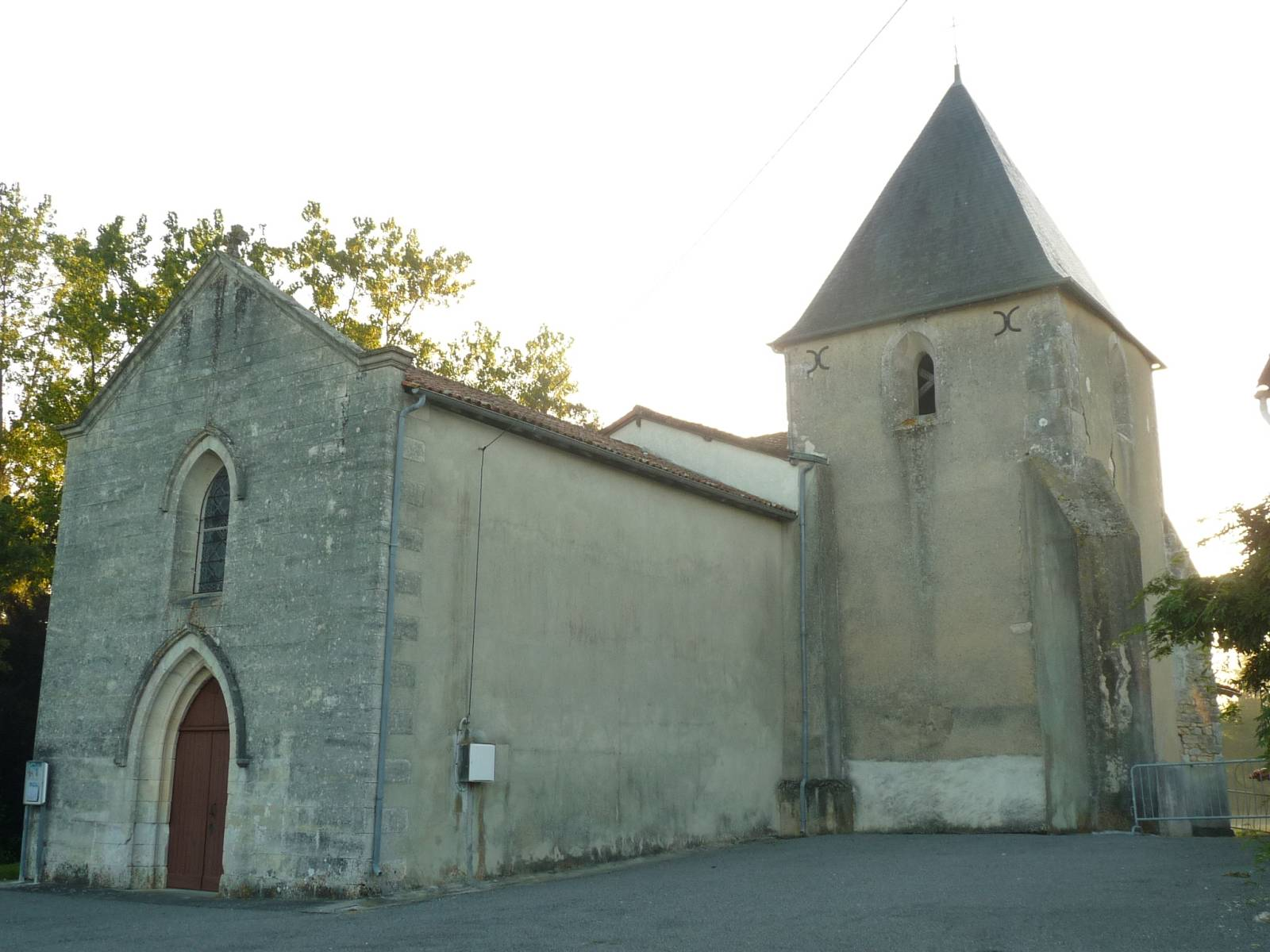
L'église Saint-Martin.
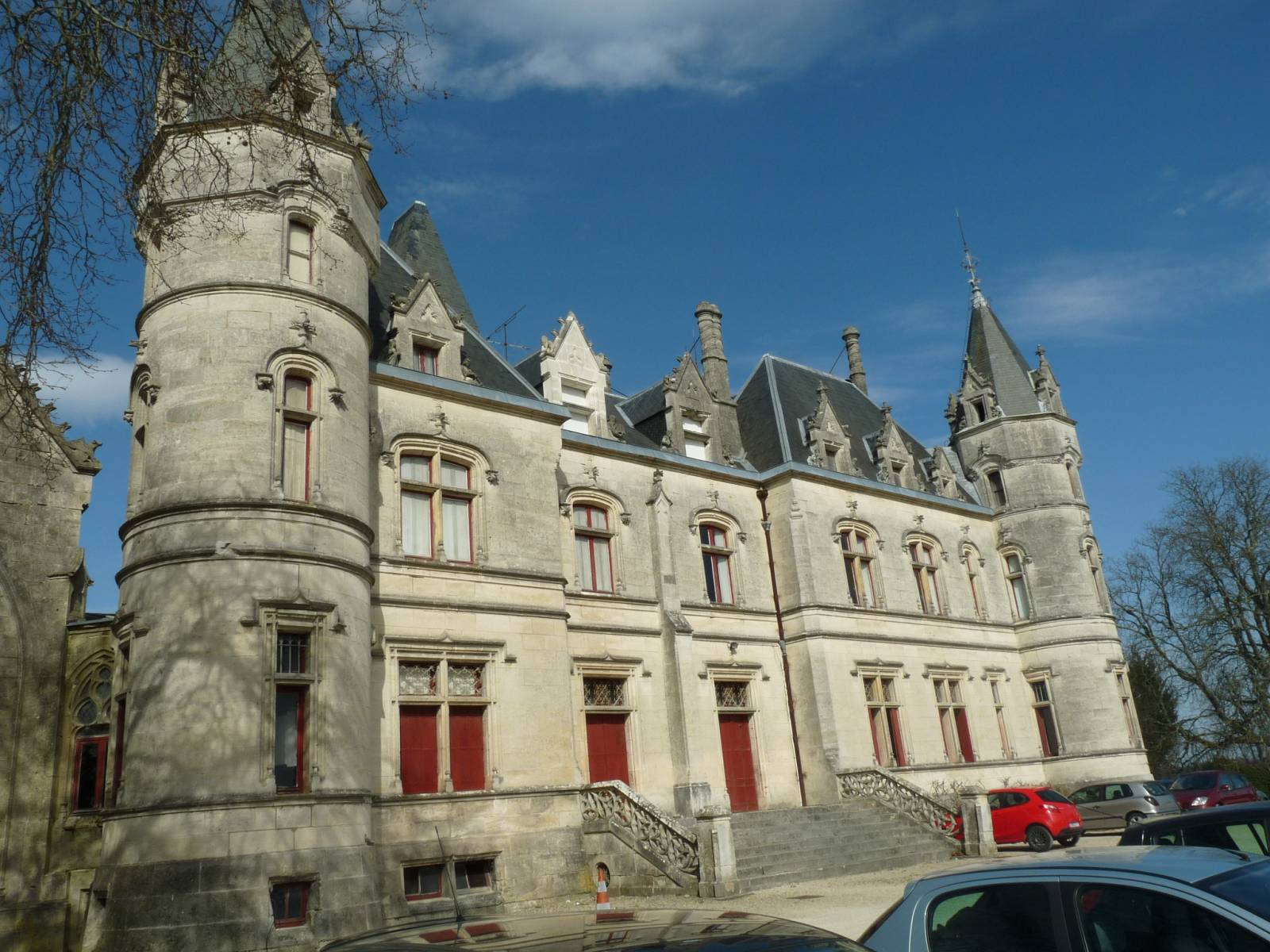
Le château de Saint-Bernard.

### Patrimoine environnemental

#### Carrières de Touvérac

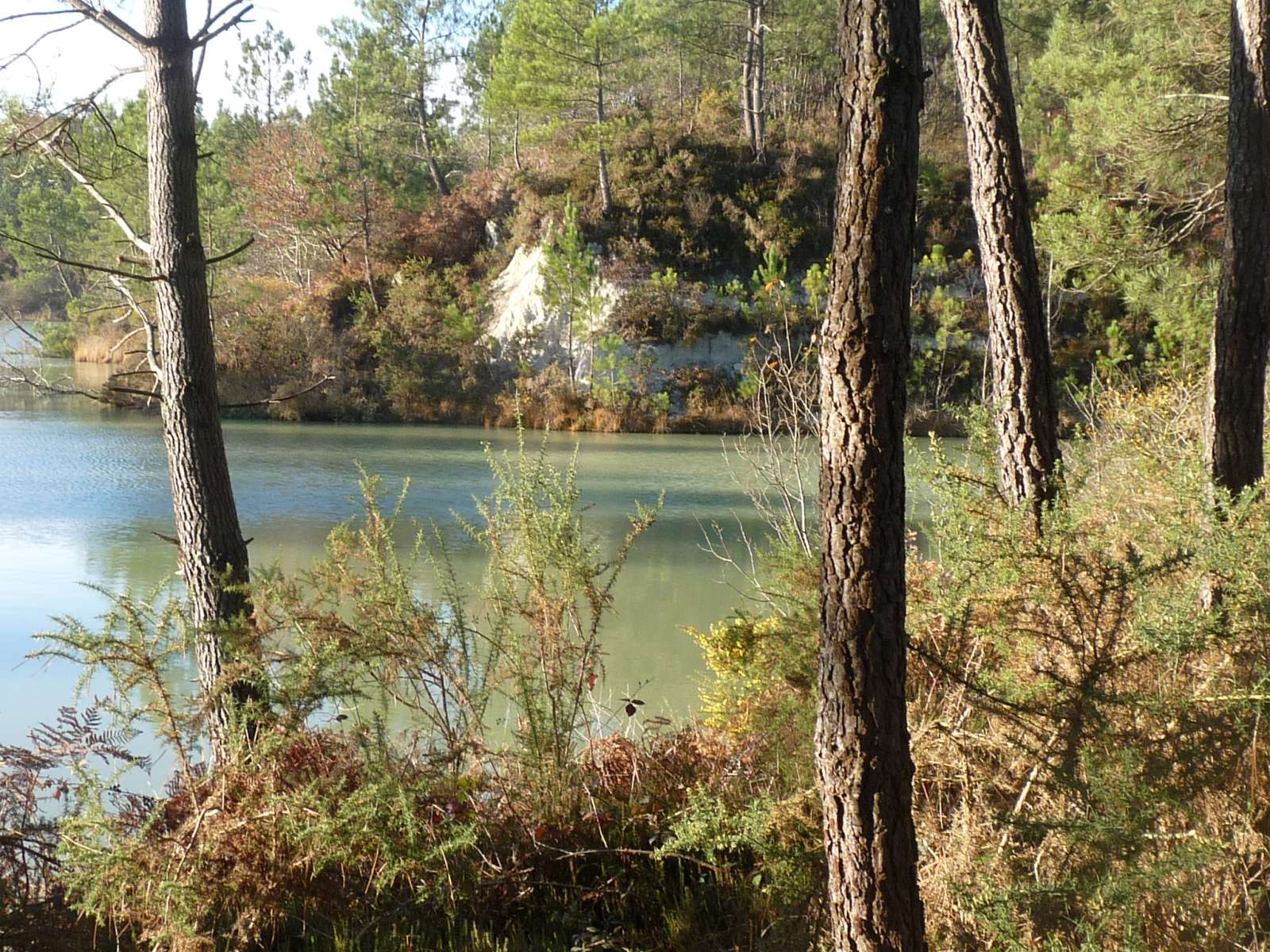
Les anciennes carrières.

Les carrières de Touvérac sont (principalement) quatre anciennes carrières de kaolin, aujourd'hui remplies d'une eau plus ou moins bleu turquoise (à la suite de la remontée de la nappe phréatique), au milieu des pins.
C'est une zone protégée ZNIEFF, qui fait partie du site Natura 2000 des Landes de Touverac - Saint-Vallier.
Ces carrières sont ouvertes au public mais la baignade y est interdite.
Elles sont gérées depuis 1996 par le Conservatoire régional d'espaces naturels (CREN Poitou-Charentes).

#### Voie verte
L'ancienne voie ferrée de Châteauneuf à Saint-Yzan a été aménagée en voie verte en 2004. Celle-ci va de Barbezieux à Clérac, en Charente-Maritime, par Baignes. Au nord de Barbezieux, elle a été prolongée jusqu'à Saint-Médard qui en marque l'extrémité goudronnée en 2015. La liaison jusqu'à Châteauneuf est à l'étude,.

### Personnalités liées à la commune
- Jean Hippolyte Emmanuel Esmein (1848-1913), dit Adhémar Esmein, juriste français né à Touvérac.